# گورستان نزدیک بهشت مصطفی
قبرستان نزدیک بهشت مصطفی مربوط به دوره اشکانیان است و در شهرستان مریوان، ۵۰ متری شمال غربی جاده مریوان به سقز واقع شده و این اثر در تاریخ ۲۷ مرداد ۱۳۸۲ با شمارهٔ ثبت ۹۶۲۳ به‌عنوان یکی از آثار ملی ایران به ثبت رسیده است.